# Plymouth (North Carolina)
Plymouth is een plaats (town) in de Amerikaanse staat North Carolina, en valt bestuurlijk gezien onder Washington County.

## Demografie
Bij de volkstelling in 2000 werd het aantal inwoners vastgesteld op 4107.
In 2006 is het aantal inwoners door het United States Census Bureau geschat op 3957, een daling van 150 (-3,7%).

## Geografie
Volgens het United States Census Bureau beslaat de plaats een oppervlakte van
10,0 km², geheel bestaande uit land.

## Geboren
- Augustin Daly (1838-1899), toneelschrijver, theaterdirecteur, journalist en criticus
- J.B. Smoove (1965), acteur, stemacteur, filmproducent, scenarioschrijver en komiek

## Plaatsen in de nabije omgeving
De onderstaande figuur toont nabijgelegen plaatsen in een straal van 32 km rond Plymouth.